# Lago Abijatta
El Lago Abijatta es un lago alcalino en el país africano de Etiopía. Se encuentra en el valle principal del Rift de Etiopía al sur de Adís Abeba, en el Parque Nacional Abijatta - Shalla.
Según el Compendio de Estadísticas de Etiopía para 1967-1968, el lago posee unos 17 kilómetros de largo y 15 km de ancho, con una superficie de 205 kilómetros cuadrados. Tiene una profundidad máxima de 14 metros y está a una altitud de 1.573 metros.
A lo largo de la esquina noreste de este lago hay una serie de aguas termales, que son importantes tanto como atractivo turístico como para los habitantes locales. Además, hay extracción de ceniza de sosa en las orillas de este lago, que produce 20.000 toneladas de carbonato de sodio. Las reservas probadas en el lago Abijata, así como en los vecinos lagos Shala y Chitu, es superior a 460 millones de toneladas. Los flamencos también se encuentran en algunas partes del lago.
La superficie del lago se redujo a la mitad entre 1973 y 2006 (de 197 a 88 km²) y la profundidad del agua bajó de trece a siete metros. La mayoría de los peces desaparecieron, sucumbiendo a una salinidad que aumentaba a medida que disminuía la cantidad de agua. La causa es el bombeo excesivo e incontrolado de agua para satisfacer las necesidades de las empresas extranjeras establecidas desde la década de 1990 y de los agricultores locales.